# Astereognosia
L'astereognosìa, composto di stereo, usato in medicina in relazione al tatto, e agnosia dal greco a-gnosis, "non conoscere", chiamata anche stereoagnosìa o agnosia tattile, è l'incapacità di riconoscere un oggetto utilizzando esclusivamente il tatto. Deriva da una lesione focale localizzata nell'area 2 di Brodmann, dove avviene l'integrazione dei segnali sensoriali che permettono il riconoscimento di un oggetto, sebbene si ritenga possibile inquadrare l'astereognosìa in un quadro più ampio, dal momento che molti pazienti dimostrano spesso carenze nell'organizzazione spaziale.